# Vietnam ai Giochi della XXIX Olimpiade
Il Vietnam ha partecipato ai Giochi della XXIX Olimpiade di Pechino, svoltisi dall'8 al 24 agosto 2008, con una delegazione di 13 atleti.

## Medaglie
| Medaglia | Atleta         | Sport             | Evento         |
| -------- | -------------- | ----------------- | -------------- |
| Argento  | Hoàng Anh Tuấn | Sollevamento pesi | 56 kg maschile |

## Atletica leggera
| Gara            | Atleta            | Batterie | Batterie | Quarti  | Quarti | Semifinali | Semifinali | Finale | Finale |
| Gara            | Atleta            | Tempo    | Pos.     | Tempo   | Pos.   | Tempo      | Pos.       | Tempo  | Pos.   |
| --------------- | ----------------- | -------- | -------- | ------- | ------ | ---------- | ---------- | ------ | ------ |
| 800 m maschili  | Nguyễn Đình Cương |          |          | 1'52"06 | 7      |            |            |        |        |
| 100 m femminili | Vũ Thị Hương      | 11"65    | 3        | 11"70   | 8      |            |            |        |        |

## Badminton
| Gara              | Atleta               | Turno 1                                     | Sedicesimi                                         | Ottavi | Quarti | Semifinali | Finale |
| ----------------- | -------------------- | ------------------------------------------- | -------------------------------------------------- | ------ | ------ | ---------- | ------ |
| Singolo maschile  | Nguyễn Tiến Minh     | bye                                         | Hsieh Yu-Hsing (Taipei cinese) 16-21, 21-15, 15-21 |        |        |            |        |
| Singolo femminile | Lê Ngọc Nguyên Nhung | Thilini Jayasinghe (Sri Lanka) 21-13, 21-12 | Eriko Hirose (Giappone) 7-21, 12-21                |        |        |            |        |

## Ginnastica

### Ginnastica artistica
| Gara                     | Atleta             | Volteggio | Corpo libero | Cavallo con maniglie | Anelli | Parallele | Sbarra | Trave  | Totale | Posizione       | Finali  |
| ------------------------ | ------------------ | --------- | ------------ | -------------------- | ------ | --------- | ------ | ------ | ------ | --------------- | ------- |
| Qualificazioni femminili | Đỗ Thị Ngân Thương | 13,400    | 11,900       |                      |        | 12,575    |        | 14,225 | 52,100 | 59 squalificata | nessuna |

Il 15 agosto Đỗ Thị Ngân Thương è stata squalificata per essere risultata positiva al furosemide.

## Nuoto
| Gara        | Atleta     | Batterie        | Batterie | Semifinali | Semifinali | Finale | Finale |  |
| Gara        | Atleta     | Tempo           | Pos.     | Tempo      | Pos.       | Tempo  | Pos.   |  |
| ----------- | ---------- | --------------- | -------- | ---------- | ---------- | ------ | ------ |  |
| 100 m dorso | 100 m rana | Nguyễn Hữu Việt | 1'06"38  | 58         |            |        |        |  |

## Sollevamento pesi
| Gara            | Atleta           | Strappo | Strappo | Slancio | Slancio | Totale | Posizione |
| Gara            | Atleta           | Ris.    | Pos.    | Ris.    | Pos.    | Totale | Posizione |
| --------------- | ---------------- | ------- | ------- | ------- | ------- | ------ | --------- |
| 56 kg maschile  | Hoàng Anh Tuấn   | 130     | 3       | 160     | 2       | 290    |           |
| 63 kg femminile | Nguyễn Thị Thiết | 100     | 7       | 125     | 6       | 225    | 5         |

## Taekwondo
| Gara            | Atleta              | Tabellone principale                     | Tabellone principale              | Tabellone principale | Tabellone principale | Ripescaggi                   | Ripescaggi |
| Gara            | Atleta              | Ottavi                                   | Quarti                            | Semifinali           | Finale               | Semifinali                   | Finale     |
| --------------- | ------------------- | ---------------------------------------- | --------------------------------- | -------------------- | -------------------- | ---------------------------- | ---------- |
| +80 kg maschile | Nguyễn Văn Hùng     | Chika Yagazie Chukwumerije (Nigeria) 1-3 |                                   |                      |                      |                              |            |
| 49 kg femminile | Trần Thị Ngọc Trúc  | Theresa Tona (Papua Nuova Guinea) 5-0    | Buttree Puedpong (Thailandia) 1-2 |                      |                      | Daynellis Montejo (Cuba) 0-4 |            |
| 57 kg femminile | Nguyễn Thị Hoài Thu | Bineta Diedhiou (Senegal) 0-1            |                                   |                      |                      |                              |            |

## Tennis tavolo
| Gara             | Atleta         | Preliminari                                              | Turno 1                                                                | Turno 2                                                                   | Turno 3 | Turno 4 | Quarti | Semifinali | Finale |
| ---------------- | -------------- | -------------------------------------------------------- | ---------------------------------------------------------------------- | ------------------------------------------------------------------------- | ------- | ------- | ------ | ---------- | ------ |
| Singolo maschile | Đoàn Kiến Quốc | David Zalcberg (Australia) 4-0 (11-8, 11-7, 12-10, 11-5) | Christophe Legout (Francia) 4-2 (10-12, 11-7, 11-6, 6-11, 11-9, 14-12) | Alexey Grigoryevich Smirnov (Russia) 1-4 (3-11, 11-5, 4-11, 12-14, 8-11 ) |         |         |        |            |        |

## Tiro
| Gara                        | Atleta            | Qualificazioni | Qualificazioni | Finale    | Finale       | Finale |
| Gara                        | Atleta            | Punteggio      | Pos.           | Punteggio | Punt. totale | Pos.   |
| --------------------------- | ----------------- | -------------- | -------------- | --------- | ------------ | ------ |
| Pistola 10 m aria compressa | Nguyễn Mạnh Tường | 572            | 34             |           |              |        |
| Pistola 50 m                | Nguyễn Mạnh Tường | 543            | 38             |           |              |        |